# Les Cosaques (film, 1961)
Pour les articles homonymes, voir Les Cosaques (homonymie).
Pour plus de détails, voir Fiche technique et Distribution.
Les Cosaques (en russe : Казаки, Kazaki) est un film soviétique réalisé par Vassili Pronine en 1961, adapté d'après le roman éponyme de Léon Tolstoï.

## Synopsis
Ce long-métrage raconte le voyage d'Olénine, un intellectuel russe, dans la région du Caucase. À la recherche d'amour, le jeune homme va surtout découvrir une société aux antipodes de la mondanité moscovite, et profitera de cet environnement pour développer sa philosophie personnelle. Ainsi sont évoqués les thèmes rousseauiste de la compassion et de l'état de nature, mais c'est surtout la société cosaque qui est mise en valeur : le mode de vie des chasseurs, les liens qui se tissent entre eux, la condition des femmes sont autant d'éléments qui trouvent leur place dans ce film.

## Fiche technique
- Titre : Les Cosaques
- Titre original : Казаки
- Réalisation : Vassili Pronine
- Scénario : Victor Chklovski
- Photographie : Igor Guelein, Valentin Zakharov
- Direction artistique : Mikhaïl Bogdanov (ru), Guennadi Miasnikov
- Assistant réalisateur : R.Sanina, L.Kotcharian
- Musique : Orchestre symphonique d'État de l'URSS pour l'art cinématographique
- Chef d'orchestre : Veronika Doudarova
- Compositeur : Gavriil Popov
- Son : Evguenia Indlina
- Costumes : Mikhaïl Tchikovani
- Maquillage : N.Antonova, B.Vikentiev
- Montage : Antonina Kamagorova
- Rédacteur : V.Beliaïev
- Producteur exécutif : A.Achkinazi
- Production : Mosfilm
- Pays : URSS
- Genre : drame
- Langue : russe
- Durée : 97 minutes
- Sortie : 1961

## Distribution
- Leonid Goubanov : Dmitri Olenin
- Boris Andreïev : Erochka
- Zinaïda Kirienko : Maryana
- Eduard Bredoun (ru) : Lukachka Chirokov
- Boris Novikov : Nazarka
- Vera Yeniutina (ru) : mère de Maryana
- Konstantin Gradopolov (ru) : Beletski
- Guerman Katchine (ru) : Vaniucha
- Isabella Men : Ustenka
- Vsevolod Safonov
- Aleksandra Danilova
- Artur Nishchenkin
- Leonid Parkhomenko
- Ivan Lyubeznov : officier des cosaques
- Anatoli Papanov : officier des cosaques